# Oreüs

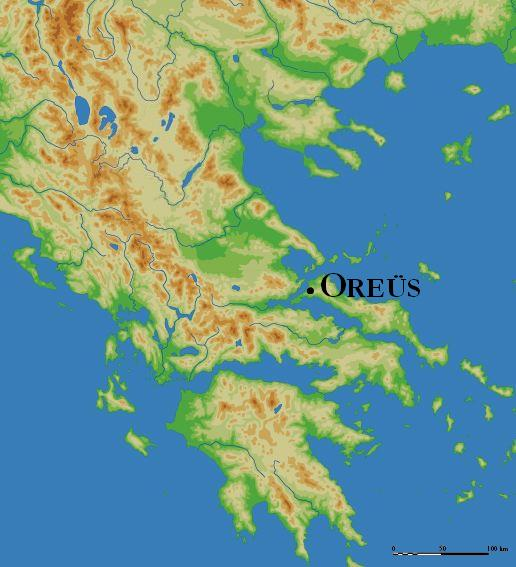
Locatie van Oreüs op Euboea.

Oreüs (Oudgrieks: Ὠρεός, Oreós, vroeger Hestiaea geheten, het huidige Orei) was een stad aan de noordwestkust van Euboea.
In 480 v.Chr. werd de stad en haar omgeving onder de voet gelopen door de Perzen. Na de Perzische Oorlogen sloot Oreüs zich aan bij de Delisch-Attische Zeebond. In 446 v.Chr. kwamen de Euboiërs in opstand tegen de Atheense overheersing, waarop de Atheners de Euboiërs zouden straffen. De stad werd door Perikles in 445 v.Chr. gestraft met de verdrijving van de inwoners, waarna het met 1.000 of 2.000 Atheense cleruchen werd bevolkt. Rond 390 v.Chr. zou Alcetas, de Spartaanse harmost, er de plak zwaaien. Demosthenes beschrijft haar verovering door Philippus II van Macedonië in zijn Derde Philippica. Als strategisch punt speelde het in de diadochenoorlogen en later een gewichtige rol. Door haar steun aan Macedonië zou Oreüs in 199 v.Chr. worden ingenomen door de Romeins-Pergameense strijdmacht. In 194 v.Chr. vertrok het garnizoen, waarop Oreüs een bloeiperiode kende (zoals valt af te leiden uit de vele munten die zijn gevonden van deze stad). Over de latere periode is weinig geweten, maar het is waarschijnlijk dat de stad nog een lange tijd onder Romeins-Byzantijns bestuur bleef.